# Districte de Marávia
El districte de Marávia és un districte de Moçambic, situat a la província de Tete. Té una superfície de 16.466 kilòmetres quadrats. En 2007 comptava amb una població de 84.007 habitants. Limita al nord amb Zàmbia, a l'oest amb el districte de Zumbo, al sud amb els districtes de Magoé i Cahora-Bassa, i a l'est amb els districtes de Chiuta i Chifunde.

## Divisió administrativa
El districte està dividit en quatre postos administrativos (Chipera, Chiputo, Fingoé i Molowera), compostos per les següents localitats:
- Posto Administrativo de Chipera:
  - Chipera
  - Chiringa
  - Chissete
  - Ntayansupa
- Posto Administrativo de Chiputo:
  - Chipungo
  - Chiputo
  - Chizane
- Posto Administrativo de Fingoé:
  - Angombe
  - Mazeze
  - Nhenda
- Posto Administrativo de Molowera:
  - Cassuende
  - Molowera
  - N'Canha